# Dragons Rhöndorf
I Dragons Rhöndorf sono una società cestistica avente sede a Bad Honnef, in Germania. Fondati nel 1912, giocano nel campionato tedesco.
Disputano le partite interne nella Menzenberger Sporthalle, che ha una capacità di 1.800 spettatori.